# Стрибки у воду на літніх Олімпійських іграх 2020 — кваліфікація
У змаганнях зі стрибків у воду на літніх Олімпійських іграх 2020 року за результатами кваліфікації зможуть взяти участь 136 спортсменів (68 чоловіків і 68 жінок), які змагатимуться за 8 комплектів нагород. Кожна країна може бути представлена двома спортсменами в індивідуальних стрибках і по одному дуету в синхронних стрибках.

## Правила кваліфікації
Першим етапом відбору для стрибунів став чемпіонат світу в Кванджу, де було розіграно 12 квот в індивідуальних змаганнях і по 3 ліцензії в синхронних стрибках. Надалі у відбіркових змаганнях діяли кілька умов:
Кваліфікаційні змагання
| Дисципліна                                                  | Дата              | Місце                  |
| ----------------------------------------------------------- | ----------------- | ---------------------- |
| Чемпіонат світу з водних видів спорту 2019                  | 12–20 липня 2019  | Кванджу                |
| Панамериканські ігри 2019                                   | 1–5 серпня 2019   | Ліма                   |
| Чемпіонат Європи зі стрибків у воду 2019                    | 5–11 серпня 2019  | Київ                   |
| Кубок Азії зі стрибків у воду 2019                          | 6–8 вересня 2019  | Куала-Лумпур           |
| Чемпіонат Океанії зі стрибків у воду 2019                   | 12–15 грудня 2019 | Окленд (Нова Зеландія) |
| Африканський кваліфікаційний турнір зі стрибків у воду 2019 | 16–18 грудня 2019 | Дурбан                 |
| Кубок світу зі стрибків у воду 2021                         | 1–6 травня 2021   | Токіо                  |
| Перерозподіл невикористаних квот                            | TBA               | —                      |

## Країни, що кваліфікувались
Для індивідуальних дисциплін кваліфікувалися перші дванадцять місць з Чемпіонату світу 2019, п'ять чемпіонів континентів і вісімнадцять півфіналістів Кубка світу зі стрибків у воду 2020. Для синхронних дисциплін кваліфікувались перші три місця з Чемпіонату світу, перші чотири місця з Кубка світу і країна-господарка. Додаткові квоти дісталися тим, хто посів наступні вищі місця на Кубку світу поки не набереться повна кількість учасників (по 68 на стать).
| Країна                         | Синхронні стрибки | Синхронні стрибки | Синхронні стрибки | Синхронні стрибки | Індивідуальні стрибки | Індивідуальні стрибки | Індивідуальні стрибки | Індивідуальні стрибки | Загалом | Загалом    |
| Країна                         | Чоловіки 3 м      | Чоловіки 10 м     | Жінки 3 м         | Жінки 10 м        | Чоловіки 3 м          | Чоловіки 10 м         | Жінки 3 м             | Жінки 10 м            | Квоти   | Спортсмени |
| ------------------------------ | ----------------- | ----------------- | ----------------- | ----------------- | --------------------- | --------------------- | --------------------- | --------------------- | ------- | ---------- |
| Австралія (AUS)                |                   |                   |                   |                   | 1                     | 2                     | 2                     | 2                     | 7       | 7          |
| Бразилія (BRA)                 |                   |                   |                   |                   |                       | 1                     |                       | 1                     | 2       | 2          |
| Канада (CAN)                   |                   | X                 | X                 | X                 |                       | 2                     | 2                     | 2                     | 9       | 11         |
| Китай (CHN)                    | X                 | X                 | X                 | X                 | 2                     | 2                     | 2                     | 2                     | 12      | 16         |
| Колумбія (COL)                 |                   |                   |                   |                   | 2                     | 1                     |                       |                       | 3       | 3          |
| Домініканська Республіка (DOM) |                   |                   |                   |                   | 1                     |                       |                       |                       | 1       | 1          |
| Єгипет (EGY)                   |                   |                   |                   |                   | 1                     | 1                     |                       | 1                     | 3       | 3          |
| Франція (FRA)                  |                   |                   |                   |                   | 1                     | 2                     |                       | 1                     | 4       | 4          |
| Німеччина (GER)                | X                 |                   | X                 | X                 | 2                     | 2                     | 1                     | 1                     | 9       | 13         |
| Велика Британія (GBR)          | X                 | X                 | X                 | X                 | 2                     | 2                     | 2                     | 2                     | 12      | 12         |
| Італія (ITA)                   | X                 |                   | X                 |                   |                       |                       |                       | 2                     | 4       | 6          |
| Ямайка (JAM)                   |                   |                   |                   |                   | 1                     |                       |                       |                       | 1       | 1          |
| Японія (JPN)                   | X                 | X                 | X                 | X                 | 1                     | 1                     | 2                     | 1                     | 9       | 14         |
| Малайзія (MAS)                 |                   |                   |                   | X                 |                       |                       | 2                     | 1                     | 4       | 4          |
| Мексика (MEX)                  | X                 | X                 | X                 | X                 | 2                     | 2                     | 2                     | 2                     | 12      | 16         |
| Нідерланди (NED)               |                   |                   |                   |                   |                       |                       | 1                     | 1                     | 2       | 2          |
| Нова Зеландія (NZL)            |                   |                   |                   |                   | 1                     |                       | 1                     |                       | 2       | 2          |
| Росія (RUS)                    | X                 | X                 |                   |                   | 2                     | 2                     | 1                     | 2                     | 9       | 11         |
| Сінгапур (SGP)                 |                   |                   |                   |                   |                       | 1                     |                       |                       | 1       | 1          |
| ПАР (RSA)                      |                   |                   |                   |                   |                       |                       | 1                     |                       | 1       | 1          |
| Південна Корея (KOR)           |                   | X                 |                   |                   | 1                     | 1                     |                       | 1                     | 4       | 3          |
| Іспанія (ESP)                  |                   |                   |                   |                   | 1                     |                       |                       |                       | 1       | 1          |
| Швейцарія (SUI)                |                   |                   |                   |                   |                       |                       | 1                     |                       | 1       | 1          |
| Україна (UKR)                  |                   | X                 |                   |                   | 1                     | 1                     | 2                     | 1                     | 6       | 6          |
| США (USA)                      | X                 |                   | X                 | X                 | 2                     | 2                     | 2                     | 2                     | 11      | 11         |
| Загалом: 25 НОК                | 8                 | 8                 | 8                 | 8                 | 18+                   | 18+                   | 18+                   | 18+                   | 100+    | 136        |

## Синхронні стрибки

### синхронний трамплін, 3 метри (чоловіки)
| Змагання                              | Квоти | Команди, що кваліфікувались                        |
| ------------------------------------- | ----- | -------------------------------------------------- |
| Чемпіонат світу з водних видів спорту | 3     | Китай (CHN) Велика Британія (GBR) Мексика (MEX)    |
| Кубок світу зі стрибків у воду        | 4     | Німеччина (GER) Італія (ITA) Росія (RUS) США (USA) |
| Країна-господарка                     | 1     | Японія (JPN)                                       |
| Загалом                               | 8     |                                                    |

### синхронна вишка, 10 метрів (чоловіки)
| Змагання                              | Квоти | Команди, що кваліфікувались                                   |
| ------------------------------------- | ----- | ------------------------------------------------------------- |
| Чемпіонат світу з водних видів спорту | 3     | Китай (CHN) Велика Британія (GBR) Росія (RUS)                 |
| Кубок світу зі стрибків у воду        | 4     | Канада (CAN) Мексика (MEX) Південна Корея (KOR) Україна (UKR) |
| Країна-господарка                     | 1     | Японія (JPN)                                                  |
| Загалом                               | 8     |                                                               |

### синхронний трамплін, 3 м (жінки)
| Змагання                              | Квоти | Команди, що кваліфікувались                                  |
| ------------------------------------- | ----- | ------------------------------------------------------------ |
| Чемпіонат світу з водних видів спорту | 3     | Китай (CHN) Канада (CAN) Мексика (MEX)                       |
| Кубок світу зі стрибків у воду        | 4     | Німеччина (GER) Велика Британія (GBR) Італія (ITA) США (USA) |
| Країна-господарка                     | 1     | Японія (JPN)                                                 |
| Загалом                               | 8     |                                                              |

### синхронна вишка, 10 метрів (жінки)
| Змагання                              | Квоти | Команди, що кваліфікувались                                      |
| ------------------------------------- | ----- | ---------------------------------------------------------------- |
| Чемпіонат світу з водних видів спорту | 3     | Китай (CHN) Малайзія (MAS) США (USA)                             |
| Кубок світу зі стрибків у воду        | 4     | Канада (CAN) Німеччина (GER) Велика Британія (GBR) Мексика (MEX) |
| Країна-господарка                     | 1     | Японія (JPN)                                                     |
| Загалом                               | 8     |                                                                  |

## Індивідуальні стрибки

### трамплін, 3 метри (чоловіки)
В індивідуальних дисциплінах один стрибун може завоювати для своєї країни одну квоту на дисципліну.
| Змагання                                                    | Квоти | Стрибуни, що кваліфікувались |
| ----------------------------------------------------------- | ----- | --- |
| Чемпіонат світу з водних видів спорту                       | 12    | Китай (CHN) (Сє Сиї) Китай (CHN) (Цао Юань) Велика Британія (GBR) (Джек Лафер) США (USA) (Девід Бодая) Росія (RUS) (Микита Шлейхер) Мексика (MEX) (Роммель Пачеко) Колумбія (COL) (Себастьян Моралес) Росія (RUS) (Євген Кузнецов) Німеччина (GER) (Патрік Гаусдінґ) Україна (UKR) (Колодій Олег Едуардович) Південна Корея (KOR) (У Ха Рам) США (USA) (Майкл Гіксон) |
| Панамериканські ігри 2019                                   | 1     | Колумбія (COL) (Даніель Рестрепо) |
| чемпіонат Європи зі стрибків у воду 2019                    | 1     | Велика Британія (GBR) (Джеймс Гітлі) |
| Кубок Азії зі стрибків у воду 2019                          | 1     | Японія (JPN) (Кен Тераучі) |
| Чемпіонат Океанії зі стрибків у воду 2019                   | 1     | Австралія (AUS) (Лі Шисінь) |
| Африканський кваліфікаційний турнір зі стрибків у воду 2019 | 1     | Єгипет (EGY) (Мохаб Ель-Корді) |
| Кубок світу зі стрибків у воду                              | 7     | Німеччина (GER) (Мартін Вольфрам) Франція (FRA) (Алексі Жандар) Мексика (MEX) (Родріго Дієго Лопес) Нова Зеландія (NZL) (Антон Довн-Дженкінс) Іспанія (ESP) (Ніколас Гарсія) Ямайка (JAM) (Йона Найт-Віздом) Домініканська Республіка (DOM) (Джонатан Рувалькаба) |
| Перерозподіл невикористаних квот                            |       | |
| Загалом                                                     |       | |

### вишка, 10 метрів (чоловіки)
В індивідуальних дисциплінах один стрибун може завоювати для своєї країни одну квоту на дисципліну.
| Змагання                                                    | Квоти | Стрибуни, що кваліфікувались |
| ----------------------------------------------------------- | ----- | --- |
| Чемпіонат світу з водних видів спорту                       | 12    | Китай (CHN) (Ян Цзянь) Китай (CHN) (Ян Хао) Велика Британія (GBR) (Том Дейлі) Південна Корея (KOR) (У Ха Рам) США (USA) (Девід Дінсмор) Велика Британія (GBR) (Ноа Вільямс) Україна (UKR) (Середа Олексій Вікторович) Франція (FRA) (Бенджамін Оффре) США (USA) (Брендон Лоск'яво) Росія (RUS) (Олександр Бондар) Канада (CAN) (Вінсан Ріндо) Австралія (AUS) (Кессієл Руссо) |
| Панамериканські ігри 2019                                   | 1     | Мексика (MEX) (Кевін Берлін) |
| чемпіонат Європи зі стрибків у воду 2019                    | 1     | Росія (RUS) (Руслан Терновой) |
| Кубок Азії зі стрибків у воду 2019                          | 1     | Сінгапур (SGP) (Джонатан Чань) |
| Чемпіонат Океанії зі стрибків у воду 2019                   | 1     | Австралія (AUS) (Домонік Бедгуд) |
| Африканський кваліфікаційний турнір зі стрибків у воду 2019 | 1     | Єгипет (EGY) (Юссеф Еззат) |
| Кубок світу зі стрибків у воду                              | 7     | Мексика (MEX) (Рандал Вільярс) Бразилія (BRA) (Каван Перейра) Німеччина (GER) (Яден Айкерманн Грегорчук) Канада (CAN) (Rylan Wiens) Колумбія (COL) (Себастьян Вілья) Японія (JPN) (Рікуко Тамаї) Німеччина (GER) (Тімо Бартель) Франція (FRA) (Меттью Россе) |
| Перерозподіл невикористаних квот                            |       | |
| Загалом                                                     |       | |

### трамплін, 3 метри (жінки)
В індивідуальних дисциплінах одна стрибунка може завоювати для своєї країни одну квоту на дисципліну.
| Змагання                                                    | Квоти | Стрибуни, що кваліфікувались |
| ----------------------------------------------------------- | ----- | --- |
| Чемпіонат світу з водних видів спорту                       | 12    | Китай (CHN) (Ши Тінмао) Австралія (AUS) (Меддісон Кіні) Китай (CHN) (Ван Хань) Канада (CAN) (Дженніфер Абель) Німеччина (GER) (Тіна Пунцель) Канада (CAN) (Памела Вейр) Японія (JPN) (Саяка Мікамі) Велика Британія (GBR) (Грейс Рід) Україна (UKR) (Кесарь Вікторія Юріївна) Малайзія (MAS) (Ин Яньї) Нідерланди (NED) (Інге Янсен) Австралія (AUS) (Естер Цінь) |
| Панамериканські ігри 2019                                   | 1     | Мексика (MEX) (Долорес Ернандес) |
| чемпіонат Європи зі стрибків у воду 2019                    | 1     | Росія (RUS) (Христина Ільїних) |
| Кубок Азії зі стрибків у воду 2019                          | 1     | Малайзія (MAS) (Нур Дабіта Сабрі) |
| Чемпіонат Океанії зі стрибків у воду 2019                   | 1     | Нова Зеландія (NZL) (Елізабет Кві) |
| Африканський кваліфікаційний турнір зі стрибків у воду 2019 | 1     | ПАР (RSA) (Мікаела Бутер) |
| Кубок світу зі стрибків у воду                              | 7     | США (USA) (Сара Бейкон) Мексика (MEX) (Аранса Васкес Монтано) США (USA) (Саманта Пікенс) Україна (UKR) (Письменська Ганна Сергіївна) Японія (JPN) (Харука Еномото) Швейцарія (SUI) (Мішель Гаймберг) Велика Британія (GBR) (Скарлетт М'ю Дженсен) |
| Перерозподіл невикористаних квот                            |       | |
| Загалом                                                     |       | |

### вишка, 10 метрів (жінки)
В індивідуальних дисциплінах одна стрибунка може завоювати для своєї країни одну квоту на дисципліну.
| Змагання                                                    | Квоти | Стрибуни, що кваліфікувались |
| ----------------------------------------------------------- | ----- | --- |
| Чемпіонат світу з водних видів спорту                       | 12    | Китай (CHN) (Чень Юйсі) Китай (CHN) (Лу Вей) Канада (CAN) (Келі Маккей) Канада (CAN) (Мейган Банфето) Італія (ITA) (Ноемі Баткі) Австралія (AUS) (Мелісса Ву) Велика Британія (GBR) (Луїс Тулсон) США (USA) (Ділейні Шнелл) Малайзія (MAS) (Панделела Рінонг) Японія (JPN) (Мацурі Арай) Нідерланди (NED) (Селін ван Дойн) США (USA) (Емі Козад) |
| Панамериканські ігри 2019                                   | 1     | Мексика (MEX) (Алехандра Ороско) |
| чемпіонат Європи зі стрибків у воду 2019                    | 1     | Україна (UKR) (Лискун Софія Валеріївна) |
| Кубок Азії зі стрибків у воду 2019                          | 0     | Північна Корея (PRK) (Кім Мі Ре) |
| Чемпіонат Океанії зі стрибків у воду 2019                   | 1     | Австралія (AUS) (Нікіта Гайнс) |
| Африканський кваліфікаційний турнір зі стрибків у воду 2019 | 1     | Єгипет (EGY) (Маха Абдельсалам) |
| Кубок світу зі стрибків у воду                              | 8     | Росія (RUS) (Юлія Тімошиніна) Мексика (MEX) (Габріела Агундес) Велика Британія (GBR) (Андреа Спендоліні-Сіріє) Південна Корея (KOR) (Kwon Ha-lim) Німеччина (GER) (Крістіна Вассен) Бразилія (BRA) (Інгрід де Олівейра) Росія (RUS) (Анна Конанихіна) Італія (ITA) (Сара Джодойн Ді Марія) Франція (FRA) (Алаїс Калонжі)                         |
| Перерозподіл невикористаних квот                            |       | |
| Загалом                                                     |       | |